# Синият карбункул
„Синият карбункул“ (на английски: The Adventure of the Blue Carbuncle) е разказ от писателя Артър Конан Дойл за известния детектив Шерлок Холмс. Включен е в сборника „Приключенията на Шерлок Холмс“, публикуван през 1892 година.

## Сюжет
Внимание:  Текстът по-долу разкрива сюжета на произведението (или части от него)!
Разсилният Питърсън случайно се намесва в разпра между някой си Хенри Бейкър и група хулигани. Бейкър бяга от мястото, но губи своята шапка и закланата си коледна гъска. Питърсън ги занася на Шерлок Холмс и Холмс дава обява във вестника, за да може непознатият Бейкър да си върне загубеното. Самата гъска е дадена на съпругата на Питърсън да я почисти и сготви, ако никой не се яви да я вземе. Но когато жената започва да почиства гъската, във вътрешностите ѝ намира известния скъпоценен камък на графиня Моркар, наречен синия карбункул („карбункул“ е старото име на смарагда). Тази скъпоценност е била открадната преди няколко дни, а заподозрян в кражбата е леярят Джон Хорнър. Показания срещу обвиняемия Джон Хорнър е дал Джеймс Райдър, служител в хотела, където е отседнала графинята.
Бейкър идва при Холмс да си върне шапката и гъската. Холмс обяснява на Бейкър, че гъската е била сготвена и изядена, за да не се развали. Вместо нея Холмс предлага на Бейкър друга гъска, купена скоро, и Бейкър я приема. Когато Холмс обяснява на Бейкър, че от изгубената гъска са останали вътрешностите, които той може да вземе, ако желае, Бейкър само се разсмива и отказва. Става ясно, че Бейкър не подозира какво съкровище е имало в гъската.
Холмс е силно заинтригуван от тази загадка и предлага на Уотсън да я проучат незабавно. Бейкър раказва на Холмс и Уотсън, че е купил гъската в кръчмата „Алфа“. При разследванията си Холмс разпитва кръчмаря Уиндигет и установява, че гъски, сред които е била и гъската със скъпоценния камък, са му били продадени от търговеца Брекенридж. Холмс и Уотсън отиват при този търговец и Холмс успява да научи от Брекенридж, че е купил гъските от някоя си госпожа Окшот. В този миг при Брекенридж пристига още един човек, който също се интересува от тези гъски. Холмс предлага да му помогне. Оказва се, че този човек е Джеймс Райдър.
Холмс кани Райдър у дома си на Бейкър стрийт и там го обвинява за кражбата на скъпоценния камък. Потресен от разобличението, Райдър признава престъплението си. Оказва се, че прислужницата на графинята е убедила Райдър да открадне синия карбункул. Престъпниците стъкмяват история, така че за кражбата да бъде обвинен Хорнър. Райдър решава да скрие скъпоценния камък в гъска, която да даде на сестра си, г-жа Окшот. Но случайно обърквайки гъските, Райдър изгубва съкровището, а гъската след няколко препродажби се оказва у Хенри Бейкър, а след това у Холмс.
Райдър смирено проси прошка от Холмс и Холмс изведнъж освобождава извършителя. Уотсън е твърде изненадан, но Холмс му обяснява, че Райдър няма да се яви в съда да свидетелства срещу Хорнър, така че обвинението ще се разпадне от само себе си; и че силно изплашеният Райдър вероятно няма да повтори престъплението си, ако бъде оставен на свобода, докато в затвора може да се промени към по-лошо.

## Адаптации
През 1923 г. разказът е екранизиран във Великобритания в едноименен филм с участието на Ейли Норууд в ролята на Холмс и Хюбърт Уилис в ролята на Уотсън.
През 1968 г. разказът е филмиран отново с участието на Питър Кушинг в ролята на Холмс и Найджъл Сток в ролята на Уотсън.
През 1984 г. разказът е адаптиран пак във Великобритания с Джеръми Брет в ролята на Холмс и Дейвид Бърк в ролята на Уотсън. 